# Brian Stamper
Brian Stamper (27 de septiembre de 1984) es un jugador profesional de fútbol americano juega la posición de offensive tackle actualmente es agente libre. Firmó en 2008 con New Orleans Saints. De colegial jugo con Vanderbilt.
También participó con California Redwoods de la United Football League.